# Fortranの言語仕様
Fortranの言語仕様(フォートランのげんごしよう)は、Fortran 90以降の言語仕様について解説している。なお、Fortran 77以前の言語仕様については、FORTRAN 77の言語仕様を参照のこと。

## 言語仕様
Fortran 90以降、Fortran 95、Fortran 2003、Fortran 2008と言語仕様が改定されている。Fortran 95、Fortran 2008はマイナーな改定、Fortran 2003はメジャーな改定である。他のプログラミング言語で実装されたフリーフォーマット、構造化プログラミング、モジュールプログラミング、配列演算、ユーザ定義の総称関数、演算子のオーバーロード、High Performance Fortran、オブジェクト指向、コンカレント・コンピューティングなどの機能が言語仕様の改定により取り入れられている。

### Fortran 90
Fortran 90には、他の言語にある、モジュラープログラミングを行うためのmodule、use、interfaceなどの文法、配列の動的割り付け、配列同士の四則演算、部分配列と添字配列などが取り入れられた。

#### 利用できる文字
- 文字の種類として、英小文字、アンダースコアを始めいくつかの特殊文字が使えるようになった。
- 習慣的にFortran 90以降のプログラムは英小文字で書く（ただし大文字と小文字は区別されない）。
- 多くの処理系でコメントに日本語を書ける。

#### プログラムの書式
Fortran 90では、現在のCのように、桁位置を気にする必要のない、自由プログラム形式（文脈自由文法）で記述できるようになった（FORTRAN 77時代でも処理系によっては自由形式で記述できるものもあった）。予約語が存在しないという特徴は今でも残っている。なお、同様に古くからあるCOBOLでは数百個の予約語があるのが一般的である。
- プログラムはC言語と同様に自由プログラム形式で記述する。
- '!' 以降の文字はコメントになる。'!'はどこに書いても良い。
- 継続行にするときは、'&'を書く。次の行の第１カラムにも'&'を書く。

#### 数など
- 定数や変数の精度を指定する種別パラメータが追加された。また、精度を指定したり、精度情報を得るための関数が定義された。
- 暗黙の型宣言を無効にする、IMPLICIT NONE文が定義された。

#### 変数など
変数などについて以下の変更が加えられた。
- DIMENSION文やPARAMETER文などで、配列や定数の定義の時に型宣言を同時に行えるようになった。
- 構造体を定義するための、TYPE文が追加された。
- 動的な配列や変数を定義するALLOCATABLEパラメータが、各定義文に利用できるようになった。また、実際に領域を割り当てるALLOCATE文と、割り当てた領域を開放するDEALLOCATE文が追加された。

#### 文
- END文が拡張され、DO文などの終了文に利用できるようになった。
- DOループを途中で飛ばすCYCLE文や途中で脱出するEXIT文が追加された。
- 繰返し (ループ) を定義するDO WHILE文が追加された。
- 多重分岐を行うSELECT CASE～CASE～END SELECT文が追加された。
- 仮引数の状態を指定するINTENT文が追加された。
- ポインタ機能を実現するためのPOINTER文、NULLIFY文とTARGET文が追加された。
- 数の比較をC言語と同様に記号で行えるようになった。ただし.NE.は /=と記述する。
- 配列全体に対して操作が行えるようになった。
- 配列全体に対して比較条件を行うWHERE文が追加された。
- 内部副プログラムを定義するCONTAINS文が追加された。
- 関数を再帰可能とするRECURSIVEパラメータをSUBROUTINE文、FUNCTION文の前に付けられるようになった。
- モジュールを定義するための、MODULE文、USE文が追加された。
- 利用者定義の操作を作成するためのINTERFACE文が追加された。
- 名前並びを定義するNAMELIST文が追加された。
- 他のソースファイルをマージするINCLUDE文が追加された。

### Fortran 95
- forallと階層化されたwhereがベクトル化のために追加された。
- ユーザ定義の pure と elemental プロセジャーが追加された。
- 派生タイプコンポーネントのデフォルト初期化、これはポインターの初期化を含むが追加された。
- データオブジェクトの初期化表記を使うための拡張が追加された。
- allocatable アレイがスコープから出た時に自動的にdeallocateされることの明確な定義が追加された。

多くの内部関数は拡張された。一例としてmaxloc 内部関数にdim引数が追加された。
Fortran 90で時代遅れとされた、いくつかの機能はFortran 95から削除された。
- REALとDOUBLE PRECISION変数を使用したDO ステートメントは削除された。
- END IFステートメントへのブロック外部からのブランチは削除された。
- PAUSE ステートメントは削除された。
- ASSIGNとASSIGN型GOTO ステートメント、ASSIGNフォーマット指定は削除された。
- H edit descriptor（いわゆるホレリス定数（en:Hollerith constant））は削除された。

Fortran 95への重要な追加は、一般にはAllocatable TRとして知られる、ISO technical report、TR-15581: Enhanced Data Type Facilitiesである。この仕様は、Fortran 2003準拠のFortran コンパイラより前に、ALLOCATABLE アレイの強化した用法を定義した。そのような用法は、プロセジャーのダミー引数リストとしての派生タイプコンポーネントALLOCATABLEアレイと、関数の返し値を含む。ALLOCATABLEアレイは、POINTER-ベース・アレイより好ましいものである。なぜなら、ALLOCATABLE アレイは、スコープから抜けたとき、Fortran 95による自動的なdeallocateを保証しメモリリークの可能性を無くすからである。
エイリアシングはarrayの参照において最適化の障害にならず、Fortranコンパイラがポインタ-ベース・アレイより高速なコードを生成することを可能にする。
他の重要なFortran 95への追加は ISO technical report TR-15580: 浮動小数点例外ハンドリングである。一般にはIEEE TRとして知られている、この仕様はIEEE 浮動小数点演算と例外ハンドリングを定義する、

### Fortran 2003
Fortran 2003はメジャーな改訂であり、たくさんの新しい機能を導入した。 Fortran 2003における新しい機能の包括的なサマリーは、Fortran Working Group (WG5)のオフィシャルWebサイトから得ることができる。
この記事から、このバージョンが含む大幅な強化は:
- 派生タイプの強化:使用法が進歩したコントロール、パラメータ化された派生型、改善された構造化コンストラクタとファイナライザー。
- オブジェクト指向プログラミングのサポート:オブジェクト指向のタイプの拡張とインヘリタンス、ポリモーフィズム、ダイナミック・タイプアロケーション、タイプ-バウンド・プロセジャー。
- データマニピュレーション・エンハンスメント:allocatable コンポーネント (TR 15581の組み入れ)、遅延タイプパラメータ、ボラタイル・アトリビュート、ポインタ-の強化、初期化拡張、内蔵関数の強化。
- 入出力の強化:非同期転送、ストリーム・アクセス、派生タイプのためのユーザ定義転送オペレーション、ユーザ指定のフォーマット変換時の丸めの制御、接続前のユニットの名前付定数、FLUSH ステートメント、キーワードの規則化、エラーメッセージへのアクセス。
- プロセジャーのポインター。
- IEEE 浮動小数点と浮動小数点例外処理のサポート(TR 15580の組み入れ)。
- C言語との相互運用。
- 国際的な慣習のサポート:ISO 10646（国際文字セット）の4バイト文字の利用、数値形式の入出力でのデシマル(.)とコンマ(,)の選択。
- ホスト・オペレーティングシステムとの一体化の強化。コマンドライン引数、環境変数とプロセッサーエラーメッセージ。

Fortran 2003 への重要な追加は、ISO technical report TR-19767である。
Fortranにおけるモジュール機能の強化。このレポートは、submodulesを提供する。これは、FortranのモジュールをよりModula-2のモジュールに近づける。これらは、Adaのプライベート・チャイルド・サブユニットに似ている。これは分離したプログラムユニットとして表現すべきモジュールの仕様と実装を可能にし、大規模なライブラリのパッケージ化を改善し、インターフェース定義を公開しても企業秘密を保持することを可能にし、コンパイレーション・カスケードを防ぐ。

### Fortran 2008
Fortran 95と同様に、これはマイナー・アップグレードである。Fortran 2003の明確化と訂正と共に、新しい特長も導入された。新しい特長は、以下を含む。
- モジュール構造の追加、ISO/IEC TR 19767:2005にとってかわるサブモジュール。
- Co-array Fortran―並列計算モデル。
- do concurrent―相互依存のない繰返しループのための並列DOループ。
- メモリ上のレイアウトを指定するためのCONTIGUOUS（隣接）属性。
- コンストラクト・スコープ付のオブジェクトの宣言を含むブロック・コンストラクト。
- 派生タイプにおける再帰的ポインターの代替としての再帰的アロケータブル・コンポーネント。

ファイナル・ドラフト・スタンダード（FDIS）は、ドキュメントN1830として利用できる
。
Fortran 2008における重要な追加は、ISOテクニカルスペシフィケーション(TS) 29113のFortranにおけるC言語とのより高いインターオペラビリティであり

、2012年5月のISOの承認に向けてまとめられた。C言語の配列へのFortranアクセスに関してタイプとランクを無視する仕様が加えられた。

## 規格
- 国際規格 ISO/IEC 1539 The programming language -- Fortran
- 日本工業規格 JIS X 3001 プログラム言語 Fortran

両者とも、次の3部からなる。
1. 第1部：基底言語
2. 第2部：可変長文字列
3. 第3部：条件付き翻訳